# Karl Gustav von Staal
Karl Gustav von Staal (rusko Карл Густавович Сталь), ruski general baltsko-nemškega rodu, * 30. avgust 1777, † 16. februar 1853.
Bil je eden izmed pomembnejših generalov, ki so se borili med Napoleonovo invazijo na Rusijo; posledično je bil njegov portret dodan v Vojaško galerijo Zimskega dvorca.

## Življenje
Leta 1785 je vstopil v vojaško službi in leta 1796 je bil dodeljen kot stotnik Perejaslovskemu polku. Sodeloval je v italijansko-švicarski kampanji leta 1799. 
Zaradi zaslug v bojih s Francozi (1806) je bil 12. oktobra 1811 povišan v polkovnika in imenovan za adjutanta carjeviča Konstantina Pavloviča. 
Leta 1812 je postal načelnik štaba 5. rezervnega korpusa in 7. februarja 1814 je bil povišan v generalmajorja. Kot poveljnik Astrahanskega kirasirskega polka (imenovan 8. januarja 1814) se je odlikoval v bojih; nazadnje je sodeloval pri zavzetju Pariza. Leta 1818 je postal generalni oskrbnik 2. armade. Med 31. decembrom 1819 in 21. aprilom 1827 je bil upokojen, nakar je bil ponovno aktiviran. 
Od leta 1830 do smrti je bil poveljnik Moskve; 25. julija 1833 je bil povišan v generalporočnika in 10. oktobra 1843 v generala konjenice.
27. aprila 1838 je postal še senator.